# Nephrotoma basiflava
Nephrotoma basiflava är en tvåvingeart som beskrevs av Yang 1991. Nephrotoma basiflava ingår i släktet Nephrotoma och familjen storharkrankar. Inga underarter finns listade i Catalogue of Life.